# Миролюба Бенатова
Миролюба Емилова Бенатова е българска разследваща журналистка, репортерка, документалист, съавтор и водеща на видео канала в YouTube "Дневен ред" и на аудио подкаста „Телевизия по радиото“, както и преподавател във факултета по журналистика и масова комуникация. Бенатова е работила във вестник „168 часа“, била е част от първия екип на Би Ти Ви Новините и водеща в Нова ТВ, където е авторка на много репортажи и разследвания. Тя е сред най-награждаваните журналисти в България; отличавана е с голямата награда „Черноризец Храбър“ (2005), приза „Репортер на десетилетието“ на bTV (2010) и двукратно с голямата награда „Валя Крушкина – журналистика за хората“ (2014 и 2021). През 2021 г. получава първата награда „Червена линия: журналистика срещу корупцията“ от Антикорупционния фонд за разследване за фиктивни хоспитализации в Правителствена болница.

## Биография

### Ранни години и образование
Родена е на 2 август 1975 г. в град София. Завършва средното си образование в 35 СОУ „Добри Войников“. Завършва със степен бакалавър по „Социална педагогика“ в СУ „Св. Климент Охридски“.
Започва работа като журналист на 18-годишна възраст. Първите 7 години работи за вестник „168 часа“. За този период тя определя „168 часа“ като „своя университет“.

### Кариера

#### bTV (2000–2013)
От 2000 година е репортер на bTV, в предаването bTV новините . В рамките на 13 години подготвя повече от петдесет разследвания и документални филми по теми като трафик на органи, незаконни схеми за социални помощи, наркотрафик и злоупотреби в здравеопазването. Нейните репортажи предизвикват широк обществен отзвук и често водят до реакции от страна на институциите. Тя става известна с филма „Kidney Traffic“ („Трафик на бъбреци“), който разкрива незаконна търговия с човешки органи и получава признание от Международния консорциум на разследващите журналисти (ICIJ) – докладът е финалист в конкурса за наградите на ICIJ за 2005 г. Има над 50 филма и разследвания, излъчени в „БТВ Репортерите“ и „Код: Криминално“ по bTV Action (преди PRO BG). През 2010 г. е избрана за Репортер на десетилетието на bTV. През 2013 г. води предаването за разследваща журналистика „Хрътките“ за кратко. Предаването е спряно предсрочно, заедно с цялата публицистика в bTV, по време на протестите заради назначаването на Делян Пеевски за председател на ДАНС. 

#### Нова телевизия (2013–2019)
След напускането на bTV през 2013 г. Бенатова стартира рубрика „Миролюба Бенатова представя“ в предаването „Дикоff“, с продуценти Телеман и Нова ТВ. Работи с Диков до 2015 г., след което се разделя с Телеман и продължава с рубриката си в Новините на Nova TV. Има разследвания за българите в трафика на кокаин (2012), за източване на холандската социална система от български роми (2013), за организирана просия в Швеция (2014), успелите българи в Америка (2015) – поредица с 14 истории за непознати, но много успели българи отвъд Океана.
NOVA прекратява договора ѝ на 12 юни 2019 г.. Според профила ѝ във Фейсбук, цитиран от много български медии, телевизионната журналистка се е преквалифицирала след това на таксиметров шофьор в голяма софийска компания. По думите ѝ, решението е протест срещу спада в свободата на словото и начина, по който медиите третират журналистите.

#### TV1 (2020–2023)
През 2020 г. Бенатова се присъединява към екипа на телевизия TV1 и става водещ на предаването „Алтернативата“, а по-късно и на предаването „Въпросите“. „Алтернативата“ е независима програма за анализи, финансирана от зрители, и през годините нейните лица са били журналисти като Милен Цветков, Генка Шикерова, Миролюба Бенатова и други. В „Въпросите“ Бенатова води интервюта и разследва актуални теми. През декември 2023 г. предаването временно спира излъчване поради липса на финансиране след прекратяването на договора между оператора „Булсатком“ и TV1; това е потвърдено както от продуцента Люба Ризова, така и от Бенатова.

#### "Телевизия по радиото" (2022-...)
През 2022 г. заедно с Анна Цолова и Дарина Сарелска започва седмичен подкаст „Телевизия по радиото“, в който трите журналистки анализират актуални политически събития.

#### „Дневен ред“ (2024–…)
През 2024 г. Бенатова, заедно с Генка Шикерова, създава независимия ютюб канал „Дневен ред“, който съчетава журналистически анализи, интервюта и разследвания. Каналът разчита на дарения от аудиторията и има за цел да представя сложни теми на достъпен език. Освен това тя продължава да работи и като преподавател по документално кино в Нов български университет и да публикува текстове в списания като „L’Europeo“, „Amica“, „Playboy“, „Жената днес“, „Мениджър“. 

## Разследвания и теми
През дългогодишната си кариера Бенатова създава над 50 документални филма и разследвания. Сред по-известните теми са:
- Трафик на органи ("Kidney Traffic") – разследване на международна мрежа за незаконна търговия с бъбреци, отличено от ICIJ.[5]
- "Народ под наем" – филм за незаконни схеми за социални помощи на български граждани в Холандия, отличен с голямата награда „Валя Крушкина“ (2014).[20]
- Трафик на кокаин от Южна Америка – разследване за българско участие в международния наркотрафик.[21]
- Измами с фиктивни хоспитализации – през 2021 г. Бенатова прави разследване за източване на средства от Националната здравноосигурителна каса чрез фалшиви хоспитализации в Правителствена болница (УМБАЛ „Лозенец“). Този репортаж получава голямата награда на Антикорупционния фонд „Червена линия: журналистика срещу корупцията“.[22]

## Критики и противоречия
| Репортажът на Миролюба Бенатова от Катуница (24 септември 2011) Част от вечерната емисия на bTV с Миролюба Бенатова (25 септември 2011) |
| --- |

Сериозна критика към репортерката от bTV Миролюба Бенатова има по време и след събитията в Катуница през 2011 година. Всичко тръгва от неин репортаж, излъчен вечерта на 24 септември, в който тя определя хората, които опожаряват част от имотите на Кирил Рашков, като пияна тълпа от футболни привърженици, чиито действия нямат нищо общо с протеста. На 25 септември в интернет се появява отворено писмо от участник в събитията в Катуница, в което се критикува представената от Бенатова гледна точка и се обяснява, че микрофонът ѝ е бил отнет заради това, че е снимала хората в близък план.
bTV и bTV Media Group застават зад действията на Миролюба Бенатова. Значителна част на вечерната си емисия на 25 септември отделят за защита на репортерката Миролюба Бенатова, която от своя страна отхвърля обвиненията срещу нея. Като доказателство е излъчен отново нейният репортаж от предната вечер, в който обаче липсват репликите на Бенатова, с които обвинява протестиращите, че са употребили алкохол. Самата Бенатова смята, че атаката срещу нея е умишлено организирана и казва следното в своя защита: „Винаги има противоречиви реакции, когато темите са конфликтни. Хората не са щастливи да живеят в несправедливост... Знаете, че различни организации и структури, дали политически, дали търговски, имат своя механизъм за набиране на хора, които да пишат от различни акаунти, да създават усещане за множественост “

## Книги
- „Кристияна Вълчева: 8 години заложница на Кадафи“, София, изд. Ню медиа груп, 2007, 258 с. (ISBN 978-954-340-068-3)

Бенатова отразява процеса срещу българските медици в Либия от началото до развръзката му през 2007 г. След края му пише книгата „Кристияна Вълчева: 8 години заложница на Кадафи“, по поръчка на френския издател Бернар Фиксо. Публикувана е първо във Франция, а месец по-късно излиза и на български, издавана е и в Германия и Белгия.

### Включена в сборници
- „Любовни упражнения“, съст. Ваня Щерева, София, изд. Мавзолея, 2011 (ISBN 978-954-92452-4-0)
- „Секс off: 20 истории за любовта между началото и края“, София, изд. Изток-Запад, 2006, 198 с. (ISBN 954-321-215-5)

## Награди и признания
Миролюба Бенатова има над десет професионални награди.
- Голямата награда „Черноризец Храбър“ (2005) за разследваща журналистика в раздел „Разследване“ в електронна медия.[29]
- Признание от Международния консорциум на разследващите журналисти (ICIJ) – Тя е единственият български журналист, получил номинация със стойност на втора награда, от Международния консорциум на разследващите журналисти, базиран в САЩ, за разследването „Kidney Traffic“, който е финалист в конкурса за международни журналистически награди (2005).[5]
- Награда „Гражданска позиция“ (2006) за отразяване на процеса срещу българските медици в Либия.[30]
- „Репортер на десетилетието“ на bTV (2010).
- Голямата награда „Валя Крушкина – журналистика за хората“ (2014) за филма „Народ под наем“[31] и втори път през 2021 г. за телевизионната ѝ работа.[32]
- Награда „Свети Влас“ (2015) – отказва паричният еквивалент на наградата – 7000 лева – от етични съображения.
- Голямата награда на Антикорупционния фонд „Червена линия: журналистика срещу корупцията“ (2021) за разследването за фиктивни хоспитализации.[33]

- Класирани сред 100-те най-влиятелни жени в България и сред 50-те най-влиятелни българи във Facebook
- Има и две първи награди от телевизионния фестивал „Сребърен сателит“.